# Joseph du Chesne
Quercetanus
Pour les articles homonymes, voir Duchesne.
Joseph du Chesne, (en latin Josephus Quercetanus), sieur de la Violette, est un chimiste, médecin, écrivain et diplomate français né en 1546 à Lectoure en Armagnac, mort le 20 août 1609 à Paris.
Fuyant la persécution des huguenots, il voyage et séjourne en Allemagne et en Suisse, où il découvre une réinterprétation de la médecine paracelsienne qui le séduit et à laquelle il se forme. Revenu à Paris après le couronnement d'Henri IV, il obtiendra le titre de médecin ordinaire du roi et se fera le champion d'une forme modérée du paracelsisme, loin du militantisme des premiers partisans allemands.
Il est le plus illustre représentant français de la médecine paracelsienne, à une époque où la confrontation entre médecins humanistes et médecins paracelsiens faisait rage. Bien connu par ses affrontements avec les médecins galénistes, Joseph du Chesne est toutefois le premier paracelsien français à adopter un ton conciliateur, cherchant à ne garder de l’abondante œuvre théologico-médicale de Paracelse, très largement marquée par la magie et le surnaturel, que les éléments porteurs d’innovations intéressantes, susceptibles d'être intégrés à la médecine défendue par l'École. Il ne se présente donc pas comme un fidèle disciple de Paracelse mais plutôt comme partisan d'un renouveau de la médecine galénique, enrichie par la pharmacopée (al)chimique de ce qu'il appelle la « médecine hermétique ».
Dans Le Grand Miroir du Monde (1587, 1593), il expose sa théorie des Trois principes et deux éléments, qui sera reprise par pratiquement tous les chimistes du XVIIe siècle.

## Biographie

### Années de formation
Joseph du Chesne est originaire de Lectoure, l'ancienne capitale du comté d'Armagnac, rattachée au royaume de France par Louis XI en 1481. Né vers 1544, c'est le fils d'un chirurgien du nom de Jacques du Chesne, patronyme qui en gascon se dit Du Casse et en latin Cassius et Quercetanus.
C'est le début des guerres de religion, et il connaitra dans sa jeunesse la conversion de la population de Lectoure au protestantisme. Après la prise de la citadelle en 1563 par Blaise de Monluc, adversaire sans pitié des protestants, les huguenots seront juste tolérés.
Il commence ses études à Bordeaux où il est le condisciple du futur poète Du Bartas. Dans les années 1564-1566, il étudie à l'université de médecine de Montpellier, sans doute la chirurgie. Il est l'élève des professeurs Rondelet et Laurent Joubert.

### Exil et voyages
Le jeune chirurgien gascon doit fuir les persécutions qui frappent les huguenots, il voyage à travers l'Allemagne et exerce la chirurgie en suivant les armées, « en compagnie des médecins les plus expérimentés » (Sclopetarius, 1576, p. 2).
À Tübingen, il fait la connaissance de l'universitaire Jakob Schegk (en), « autre Aristote, illustre entre les philosophes » qui l'influença considérablement. Il suit ses cours et c'est probablement à son contact qu'il doit son indéniable formation scolastique.

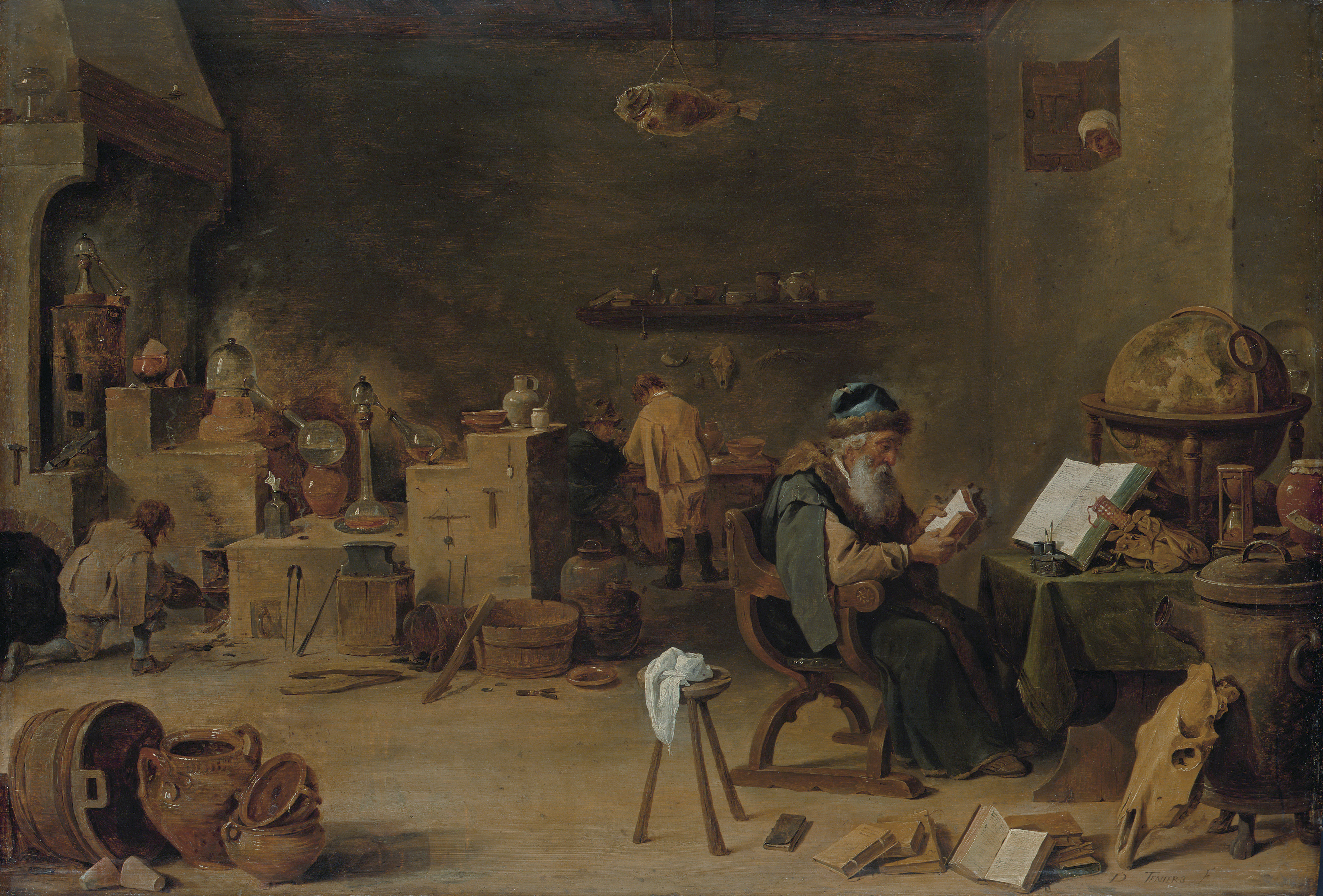
L'alchimiste, par David Teniers le Jeune (1610-1690.

Une autre rencontre marquante fut quelques années plus tard, vers 1572 à Cologne, celle de Théodore Birckmann, médecin paracelsien de la famille du fameux libraire Arnold Birckmann (1525-1576). Celui-ci l'accueillit chez lui pendant près de dix mois et lui fit découvrir le paracelsisme à travers la lecture de l'alchimiste danois Severinus.
Le jeune médecin gascon semble avoir été séduit par la réinterprétation de Paracelse toute empreinte de néoplatonisme qu'offrait Severinus. Il fut conquis par cette nouvelle conception générale du monde, liant la vision de l'harmonie universelle à une pratique alchimique au service de la guérison des malades. Il rendra hommage plus tard à ces « lumières » que furent pour lui, Birckmann et Séverin.
On trouve ensuite du Chesne à la Faculté de médecine de Bâle en 1573 sous le rectorat de Zwinger. La soutenance de son doctorat se fit en privé en 1575, dans la demeure de Theodor Zwinger l'Ancien, en présence d'éminents docteurs comme Jean Bauhin mais hors des règles ordinaires de l'Université.
Il épouse Anne Trye, petite-fille de Guillaume Budé, le 14 juin 1574. Sa femme est une très riche héritière.
Entré au service de François de Valois en 1576, Joseph du Chesne suivit un temps son maître qui se trouvait alors en Bourgogne.

### Citoyen de Genève
Il se fixe à Genève et se convertit au calvinisme, la religion de sa femme. Il trouve alors dans l'exercice de la médecine spagyrique le moyen de concilier sa morale calviniste et l'espoir de pouvoir disposer de nouveaux remèdes rendus efficaces par les purifications alchimiques.
À la mort de son jeune maître en 1584, ce calviniste convaincu, se tourna naturellement vers Henri de Navarre, le futur Henri IV. La même année, bien établi à Genève, il devient citoyen de la cité, probablement pour services rendus.
En janvier 1587, il est élu au Conseil des Deux-Cents de Genève. En août 1589, La république de Genève, devant la menace d'une guerre contre le duché de Savoie, charge du Chesne d'une mission diplomatique. Il doit rencontrer l'ambassadeur de France en Suisse, Nicolas Brulart de Sillery, pour obtenir de l'argent ou des soldats. Il deviendra le principal intermédiaire entre Sillery et le Conseil des Deux-Cents et restera ami de Sillery.

### Médecin du roi Henri IV, à Paris
Finalement, deux ans après le couronnement d'Henri IV, il vient s'établir à Paris en 1596 et obtient le titre de médecin ordinaire du roi.

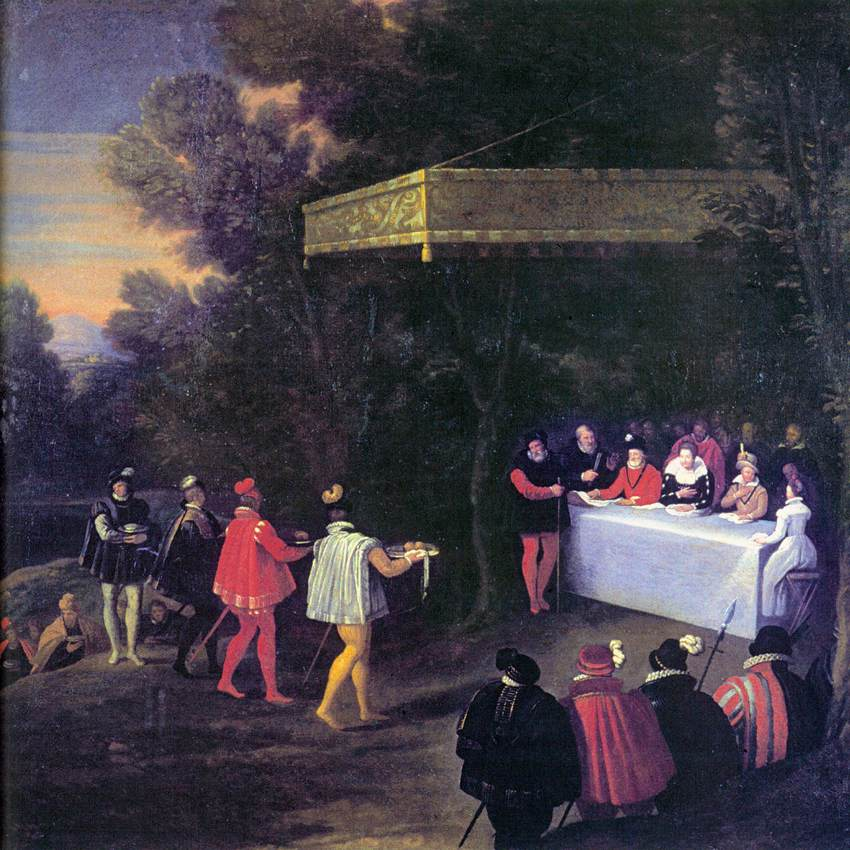
Banquet en plein air pour Henri IV et la famille royale, peintre inconnu, (musée des Beaux-Arts de Nantes).

Sous le règne d'Henri IV, il y avait vingt-cinq médecins pour la personne du Roi, et dix autres ou plus pour la famille royale. Le poste de Premier médecin du Roi est tenu par Jean Ribit de la Rivière, et celui de médecin ordinaire (assistant du Premier médecin) par du Chesne puis par Théodore de Mayerne. Huit autres médecins servent par quartiers (trimestres), et quinze autres comme consultants éventuels. Henri IV favorise les médecins protestants, et les trois dominants (de la Rivière, du Chesne, et de Mayerne) sont adeptes de Paracelse et de la médecine chimique.
Ces médecins de Cour forment un puissant groupe médical, car la Faculté de Paris est alors dans une phase de déclin, ne comptant guère plus de 40 médecins (contre près d'une centaine au cours du XVIIe siècle). Allen G. Debus y voit les bases d'un conflit de pouvoir entre les deux groupes, tout autant qu'un conflit de doctrine (chimistes contre galénistes).
Joseph du Chesne consacrera le reste de sa vie à défendre la médecine chimique haut et fort, face à l'obstination des médecins de la Faculté de médecine de Paris, qui en tant que tenants péripapéticiens rationalistes, rejetaient catégoriquement la totalité de l’œuvre de Paracelse, en raison de la contamination de sa pensée par le surnaturel et la magie.
En 1601, Nicolas Brûlart de Sillery l’envoie en mission diplomatique dans les cantons suisses, lors de la guerre franco-savoyarde (1600-1601).
Après la mort du doyen de la Faculté de Paris, Jean Riolan l'Ancien en octobre 1605, la guerre des pamphlets entre chimistes et galénistes se poursuivit encore quelque temps. Le roi Henri IV ordonna que du Chesne et Mayerne, bannis par la Faculté, soient à nouveau admis à pratiquer la médecine à Paris. Chacun fit semblant d’accepter un compromis mais l'affaire resta pendante.
Le 20 août 1609, Joseph du Chesne meurt à Paris, laissant une fille unique Jeanne.

## Doctrine et travaux
Profondément imprégné de la conception chrétienne du monde, du Chesne considère que le médecin, en soignant les malades, manifeste la grandeur de Dieu qui a créé pour tout mal un remède. Sa conception du monde et de la médecine va tendre désormais vers une forme « douce » du paracelsisme, compatible avec la médecine hippocrato-galénique.
Il pense que le médecin doit voyager pour étudier les maladies locales qui n'existent pas dans sa région d'origine. Ainsi dans Le Pourtraict de la Santé, publié en 1618, il parle de nouvelles et étranges maladies inconnues des Anciens :  la suette anglaise, le scorbut allemand, la colique alsacienne, la fièvre hongroise, la plique polonaise. Pour les paracelsiens, l'existence de ces maladies nouvelles justifie la nécessité de nouveaux remèdes (minéraux et métaux) jamais encore utilisés en médecine.
Il est l'un des premiers à séparer le gluten à partir de la farine de blé, en le décrivant comme une substance « tenace, cireuse et glutineuse ».

### La querelle avec Jacques Aubert, à Genève (1574-1576)
Le 7 décembre 1574, Jacques Aubert, médecin partisan d'Aristote, publie un livre polémique sur l'origine des métaux et les médicaments chimiques De mettallorum ortu & causi contra Chemista brevis & dilucida explicatio, de l'éditeur genevois Jean Berjon. Dans cet ouvrage, Aubert traite Paracelse, d'homme impie, de sorcier associé au diable, scélérat, débauché etc. Il accuse les chimistes d'utiliser des produits violents et dangereux, et de croire que les métaux croissent sous la terre par l'influence des étoiles.
À Genève s'en prendre aux chimistes, c'était désigner implicitement Joseph du Chesne et son ami François Hotman. Sans se démonter, du Chesne répond rapidement, par un petit ouvrage vif mais pondéré, intitulé Ad Jacobi Auberti Vindonis De ortu et causis metallorum [...] brevis Responsio (Brève réponse à l’épitre diffamatoire d'Aubert...). Il précise qu'il n'a jamais pensé « favoriser [Paracelse] en toutes choses, comme si je m'estois obligé par serment à tenir & suivre tout ce qu'il peut avoir dit ».

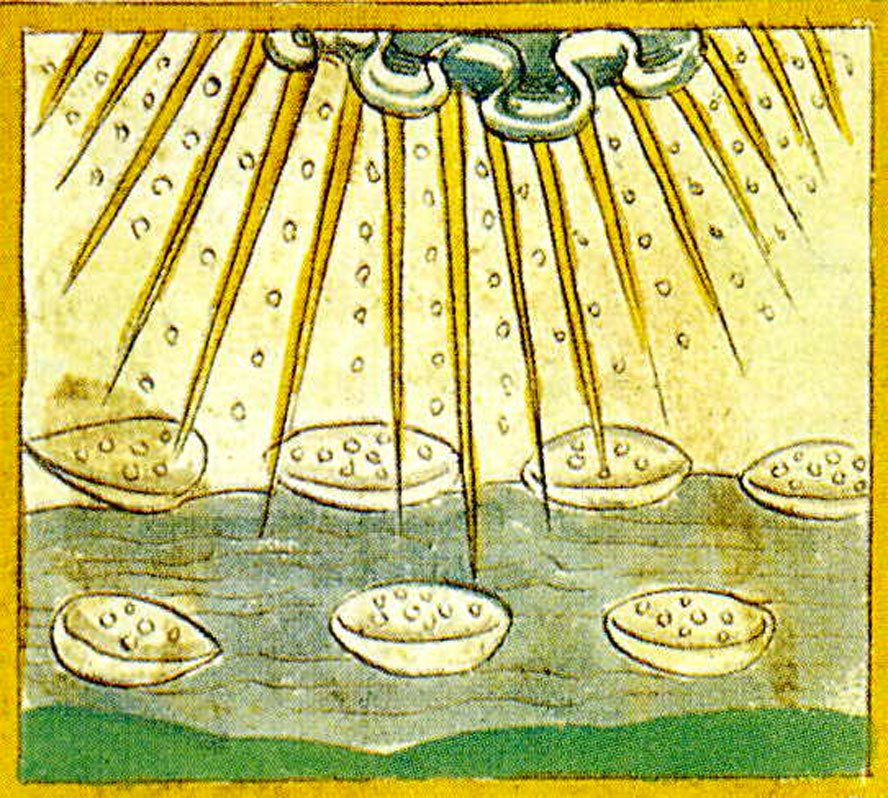
La rosée céleste féconde le monde. Illustration d'un traité d'alchimie, Leyde 1526, auteur inconnu.

Il ne se présente donc pas comme un disciple aveugle de Paracelse mais comme un rénovateur du galénisme, cherchant seulement à le corriger et à le compléter. Il explique que les nouveaux paracelsiens ne se limitent pas à la prescription de métaux et de minéraux, qu'ils sont aussi des partisans de l'ancienne médecine en appréciant la valeur des médicaments traditionnels. Enfin, les médicaments chimiques ne sont pas dangereux s'ils sont correctement préparés de manière à devenir « doux et familiers à notre nature ».
Contre l'argument d'Aubert accusant les alchimistes de croire aux influences astrales, il répond que la cause efficace de la formation des métaux est, non pas les étoiles, mais la «chaleur des boyaux terrestres» qui les assemble et les digère, pour les mener à leur perfection.
Ici, il se démarque de l'idée paracelsienne selon laquelle les métaux proviennent d'une union sexuelle entre une semence astrale et une matrice terrestre. Mais comme les autres paracelsiens, du Chesne voit la terre comme un énorme alambic, avec un feu central chauffant des eaux souterraines. Ce feu interne cause les éruptions volcaniques, et forme les métaux. De même, la pluie et les rivières de montagnes s'expliquent par un processus de distillation.
Du Chesne fait preuve d'une souplesse d'esprit. Il montre sur un ton conciliateur que l'on peut à la fois respecter la médecine antique et accepter les innovations médicales efficaces et raisonnables. Du Chesne est le premier paracelsien français à se ranger dans le camp des conciliateurs.
Cette défense bien argumentée de l'(al)chimie connaitra un certain succès. L'ouvrage fut traduit en anglais dès 1591 et réédité à Genève la même année. Puis sort une nouvelle édition en 1600, suivie d'autres à Francfort, et Strasbourg, notamment dans le cadre du prestigieux Theatrum Chemicum, avant d'être traduit en français en 1624 et réédité plusieurs fois sous cette forme.
La réponse de Joseph du Chesne déclencha une multitude de libelles de l'un et l'autre bord.

### Traités chimiques et poétiques (1576-1603)

#### Sclopetarius

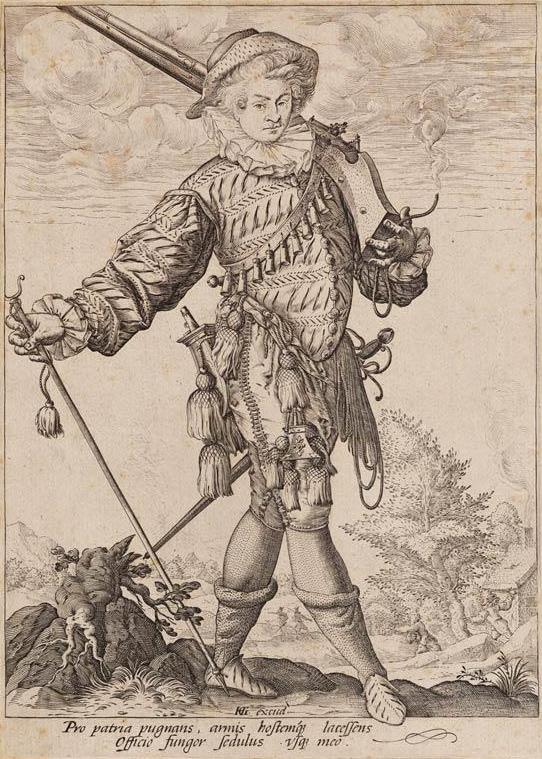
Arquebusier (vers 1585), par Hendrik Goltzius (1558-1617).

Son deuxième ouvrage médical, Sclopetarius (1576) est consacré aux plaies d'arquebuse. Ce sujet était de pratique courante pour les chirurgiens d'armées de la Renaissance qui se demandaient si les plaies d'arme à feu, plus difficiles à guérir, n'étaient pas empoisonnées, et qu'elle était la nature de tels poisons.
Du Chesne exclut la poudre noire, car tous les composants sont utilisés séparément comme remèdes. Il suspecte le projectile de plomb, mais des soldats blessés peuvent garder dans leur corps une balle de plomb pendant des années, sans signe de maladie ou d'envenimation. Il conclut prudemment qu'un projectile peut être empoisonné au cours de sa fabrication, par un plomb mal affiné lors de son refroidissement dans un liquide impur.
Il propose des traitements faits aussi bien de remèdes traditionnels (diète appropriée, plantes médicinales, évacuation d'humeurs en excès...) que de remèdes chimiques (destinés à « soutenir le sang »). Il s'oppose à l'utilisation d'huile bouillante lors d'amputation, en préférant l'utilisation continue d'un courant d'eau. Sans nommer Paracelse, il traite son sujet d'une manière très neutre, en insérant de-ci de-là quelques remèdes spagyriques, le plus naturellement du monde.
Du Chesne associe le phénomène de combustion avec le soufre et le salpêtre de la poudre noire, qu'il met en rapport avec le tonnerre et les éclairs, et la vie elle-même, le processus de chaleur vitale dépendant d'une interaction de particules nitreuses et soufrées.

#### Poésie morale et politique
Joseph du Chesne publie ensuite à Lyon La morocosmie en 1583, un recueil de poésie morale protestante sur « la folie, vanité et inconstance du monde ».
En 1584, il compose le drame patriotique L'Ombre de Garnier Stoffacher pour resserrer les liens entre Genève et les cantons suisses de la région du lac des Quatre Cantons. Il va aussi se révéler un versificateur de talent en poésie scientifique.

#### Grand Miroir du monde
En effet, il rédige ensuite un vaste poème de philosophie chimique traitant des fondements de l'alchimie et de la médecine, le Grand miroir du monde (1587 en 5 livres, 2e éd. augmentée 1593 en 6 livres), imité de La Sepmaine de Du Bartas. L'épître dédicatoire à Henri de Navarre, laisse entendre qu'il l'a rencontré à plusieurs reprises en Gascogne. Dans ce poème philosophique et cosmologique de 206 pages, entièrement en alexandrins, du Chesne développe sa philosophie naturelle sur laquelle se fonde sa chimie et sa médecine.
Il veut rendre compte de l'Univers, il chante l'Éternel Père de l'univers, « qui êtant en tout, remplit l'univers, & l'un et & l'autre bout...est aussi source de tout Savoir ». Il expose une théorie chimique de la matière qui rend pensable aussi bien la transmutation des métaux que l'efficacité des remèdes chimiques.
Le livre II, évoque les trois mondes (élémentaire, céleste, intellectuel) reliés par d'étroites correspondances, demeures des trois ordres d'anges: « La Terre d'ici bas est une Terre impure, / Pure celle du ciel,& encore plus pure / Celle du ciel plus haut, ça-bas le flot venteux... ».
Il expose dans le livre V la théorie des Quatre éléments (le Feu, la Terre, l'Eau, et l'Air) et des Trois Principes tirés par distillation de poudre de bois de chêne, placée dans le fourneau (la cucurbite d'un appareil à distiller) :
| Plein de Chesne raclé: tu le verras résoudre En découlante humeur, en une sèche poudre Qui ne peut dégouter: Or dedans cette humeur Distillée, on peut voir trois sortes de liqueurs Différentes en tout: desquelles la première, Qui sort en gouttes d'eau, est dite Élémentaire, Qui n'a nulle vertu, nulle odeur, ni saveur On l'appelle à ces fins une passive humeur. L'autre aigrette liqueur, qui distillée en nuée... L'autre qui est huyleuse & qui sort le dernière Est l'humeur radical, l'âme de la lumière Le fourrage du feu, le nourriçon de l'air,... (Livre V, p. 172, consultable sur Gallica) |
Après l'extraction de l'Eau élémentaire, les trois Principes sortent successivement: le Mercure acide (l'aigrette liqueur), le Soufre huileux, inflammable (le fourrage du feu) et enfin le Sel, séparé de la Terre à partir des résidus restant dans le fond de la cucurbite. Il s'agit là de principes alchimiques et non des corps chimiques modernes correspondants. Il reste fondamentalement un adepte de Paracelse, même s'il ne le suit pas aveuglément, en adoptant la plupart des concepts acceptés des Paracelsiens, dont les tria prima (les trois principes chimiques actifs de l'univers), et en faisant de la Création du Monde, l'œuvre alchimique de Dieu.
Ce procédé expérimental d'extraction des Trois principes et des deux éléments passif (eau et terre) deviendra une expérience prototypique reprise par les chimistes du XVIIe siècle. Chez Étienne de Clave, elle inspire la conception des corps décomposables (dits mixtes) par résolution en corps indécomposables (ou éléments).
Les principes de la philosophie naturelle esquissés dans le Grand Miroir du monde seront repris et développés dans les ouvrages ultérieurs de du Chesne.

#### De Priscorum Philosophorum
En 1603, il fit paraître De Priscorum Philosophorum verae medicinæ material, un traité de médecine théorique basée sur la chimie. Il s'agit là d'un « manifeste » ou d'un fort plaidoyer, de la part d'un médecin du Roi, pour la supériorité de la médecine chimique. Une traduction en français est parue en 1626, après la mort de du Chesne, sous le titre de Traité de la matière, préparation et excellente vertu de la Médecine balsamique des Anciens Philosophes,.

Atelier d'alchimie, 1580.

Il se propose de révéler que le « Sel, est ce premier moteur et baume universel de la nature », la matière de la médecine universelle des alchimistes, le principe actif du corps. Toujours à la recherche de triades, du Chesne attribue le Mercure à l'esprit, et le Soufre à l'âme. Par correspondances microcosme/macrocosme, il fait de même pour les phénomènes célestes, les plantes, les animaux... Par exemple, chez les végétaux, le Mercure peut être vu dans les feuilles et les fruits, le Soufre dans les fleurs et les graines, le Sel dans le bois, l'écorce et les racines.
Il suggère que la médecine devrait se baser sur trois humeurs et non pas quatre : le chyle, le sang veineux, et le sang artériel. Comme il existe une circulation perpétuelle des éléments dans le macrocosme, il doit y avoir aussi une circulation du sang. Il la pense en chimiste, comme un bouillonnement circulatoire, analogue à celui d'un liquide chauffé. Le sang artériel contient ainsi une source de vie, une essence nutritive, obtenue par distillation chimique effectuée par la chaleur cardiaque.
De même ce qui cause la pluie, est la même chose qui cause rhume et autres écoulements chez l'homme. La condensation des vapeurs mercurielles équivaut à la transformation de la pluie en neige, et à la survenue de paralysie ou d'apoplexie, et maladies semblables chez l'homme.
Le véritable but de la chimie ne doit plus être la transformation des métaux en or, mais la préparation de nouveaux remèdes. La chimie embellit les remèdes traditionnels en les rendant plus utiles.
Galien avait fondé sa médecine sur l'expérience et la raison, en l'opposant à trois sectes médicales classiques de l'antiquité : celle des Empiriques fondée sur la seule expérience, celle des Méthodiques cherchant à abréger le savoir et celle des Dogmatiques basée sur la seule raison. Du Chesne fait de même, la véritable médecine de Galien, basée sur l'expérience et la raison, est la « médecine hermétique » ou spagyrique, et celle des dogmatiques est celle de l'Université de Paris.
Du Chesne ne rejette ni Hippocrate, ni Galien, mais les disciples parisiens et dogmatiques de ces derniers. Ce faisant, du Chesne exacerbe un débat, vieux de plus de quarante ans entre les médecins chimistes et les médecins de la Faculté. Ce qui est en jeu, ce n'est plus s'il faut des remèdes nouveaux, métalliques ou non, mais bien la place respective, et la subordination de l'une à l'autre, de la chimie et de la médecine.

### La querelle avec la Faculté (1603-1608)
La Faculté de médecine considère Joseph du Chesne comme un médecin dangereux, capable de séduire ses propres membres. À la demande de son doyen, maître Jean Riolan l'Ancien (1539-1606), alors censeur de la Faculté, rédige en 1603 Apologia pro Hippocratis et Galeni Medicina, texte de réponse critique à du Chesne.
Il y dénonce le tour de passe-passe par lequel du Chesne fait endosser la paternité de sa médecine à Hermès Trismégiste plutôt qu'à Paracelse. Par la même occasion, Théodore Turquet de Mayerne « chymiste de premier ordre » et ami de du Chesne, est accusé d'avoir tué un de ses patients avec des sels chymiques. Et pour terminer sa charge, Riolan donne des extraits sulfureux de De origine morborum invisibilium de Paracelse où le médecin suisse donne libre cours à ses extravagances magiques.
En fait, Mayerne est aussi visé pour avoir protégé dès 1603, avec d'autres médecins du Roi, le chimiste huguenot Jean Béguin (1550-1620) qui a pu établir un laboratoire de chimie à Paris, produire des remèdes chimiques et donner des cours sur la médecine chimique, ce qui provoque la colère des apothicaires galénistes.
Dans cette situation, la Faculté décide de recourir à la censure: « La Faculté de médecine [...] condamne unanimement, non seulement les livres spagyriques de du Chesne, mais aussi l'art spagyrique lui-même. ».
La suite du débat est compliquée à suivre, et plusieurs historiens se sont attachés à reconstituer une chronologie. Les textes imprimés d'attaque et de réponses se succédent à quelques semaines d'intervalle et de divers lieux d'imprimerie en France.

#### Réponse de Mayerne
Turquet de Mayerne offusqué par les attaques de Riolan, réplique par une Apologia. Inqua videreest,... (La Rochelle, octobre-novembre 1603). Il argue de sa formation parfaitement orthodoxe à l'université de Montpellier et de son application à acquérir des connaissances auprès des maîtres en Allemagne et en Italie ; il ridiculise l'ignorance de son adversaire dans les travaux de laboratoire et défend l'intérêt des remèdes chimiques qui ne sont pas des attaques contre les Anciens. Pour la première fois, il remarque que cette querelle est en relation avec la rivalité entre les Facultés de médecine de Paris et de Montpellier. Il dénonce vigoureusement les tentatives de la Faculté de Paris d'imposer le monopole d'exercice de la médecine sur son territoire aux seuls médecins formés par elle.
Jean Riolan le Jeune (1577-1657), fils de l'Ancien, réplique par Ad Famosan Turqueti Apologiam Responsio (Paris, 1603). La Faculté de Paris demande alors aux médecins de Paris de rester fidèles à la doctrine d'Hippocrate et de Galien, et de refuser celle de Mayerne et de ses semblables, sous menace de suppression de leurs privilèges et titres universitaires. Mayerne quitte la France pour l'Angleterre en 1606, où l'acceptation des remèdes chimiques suscite beaucoup moins de débats qu'en France.

#### Réplique de du Chesne

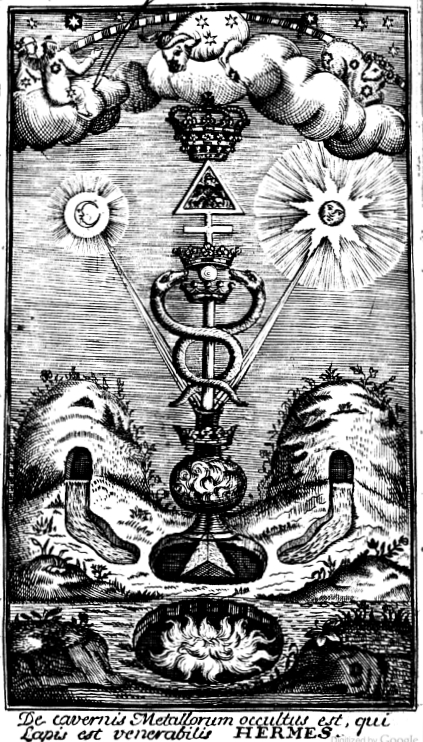
Le triomphe hermétique, frontispice d'un ouvrage anonyme, Leipzig 1604.

Au début de 1604, Joseph du Chesne réplique lui aussi à Jean Riolan par un lourd traité de près de 400 pages, Ad veritatem hermeticæ medicinæ ex Hippocratis veterumque decretis ac therapeusi.... Après avoir réfuté les écrits des Riolan père et fils, il développe sa conception des éléments, des Trois principes et de la quartessence puis il livre une interprétation alchimique de la Genèse. En attribuant la fondation de la nouvelle médecine chimique au mythique Hermès Trismégiste, supposé contemporain de Moïse, il affirme l'antiquité et donc la légitimité de la nouvelle pratique médicale. Mais il ajoute que cette connaissance des Anciens doit sans arrêt être complétée par les inventions faites au fil des siècles. Alors que pour les galénistes, la doctrine a atteint sa perfection ultime, pour lui la médecine s'enrichit au fil de la longue liste des « hermétistes » dans laquelle il place Birckmann, Séverin, Oswald Croll, Thomas Moffet et Johann Hartmann.
Il affirme aussi que le monde est un être vivant doté d'une âme qu'il identifie à l'esprit du monde (le spiritus mundi) de Marsile Ficin. Grâce à ce spiritus universel infusé partout dans le monde, les choses périssables sont maintenues en leur état, sans subir la destruction ou la perturbation, jusqu'à la fin prédestinée. Du Chesne assure que le vrai médecin philosophe connaît très bien les substances nécessaires à la conservation de la santé et à sa restauration. Elles sont faites des « parties homogènes les plus pures, simples et spirituelles tout à fait séparées des impuretés » de la médecine balsamique. Son identification de cette médecine balsamique avec « la pierre philosophale » fit violemment réagir Jean Riolan le père.
Immédiatement, la Faculté de médecine condamne et censure l'ouvrage.

#### Soutiens à du Chesne
En France, du Chesne obtient de soutien de plusieurs médecins comme Israel Harvet Defensio Chymia (Paris, 1604) qui se demande pourquoi l'école de Paris est la seule au monde qui néglige et condamne l'art de la chimie.
Jean Riolan le Jeune répond à Harvet par Apologia, pro judicio Scholae Parisensis de Alchimia (Paris, 1604) en indiquant que la Faculté de Paris ne refuse pas tous les remèdes chimiques, mais les chimistes qui prescrivent des poisons, écartent les remèdes valables, et prétendent séparer et obtenir des essences pures à partir de poisons nocifs.

#### Extension internationale
Sur invitation du chimiste Johannes Hartmann (en), Joseph du Chesne se rend au landgrave de Hesse en Allemagne en 1604, à la cour de Maurice de Hesse-Cassel, où il réédite son Ad veritatem hermeticae medicinæ et procède à des démonstrations dans un laboratoire aménagé à cet effet. Du Chesne peut alors se prévaloir de l'appui accordé aux paracelsiens par les princes d'Allemagne : outre le Landgrave de Hesse, le Roi de Pologne, le Duc de Saxe, l'Électeur de Cologne, le Margrave de Brandebourg, le Duc de Brunswick, le Duc de Bavière, et l'Empereur d'Allemagne.

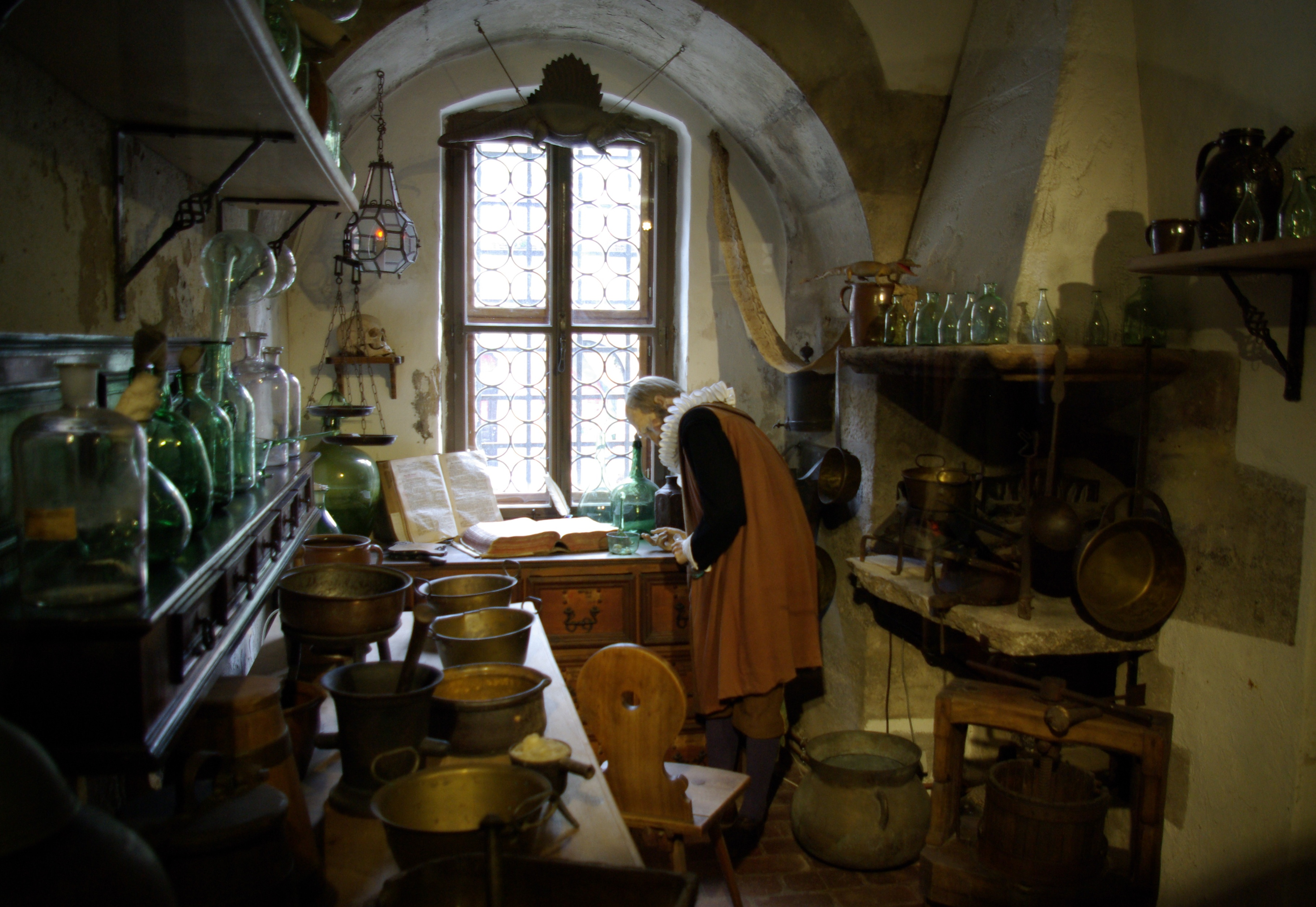
Andreas Libavius dans son laboratoire de Rothenberg.

En 1605, Jean Riolan le Jeune publie trois textes pour défendre la position de la Faculté de Paris, et le débat franchit aussitôt les frontières de la France, car la même année des éditions des principaux textes de la querelle sont publiés en Allemagne et en Angleterre.
En 1606, le respecté médecin allemand Andreas Libavius publie une nouvelle édition de son grand ouvrage Alchymia (1597) avec en tête de l'édition 1606 un Commentarium Alchymiae où il défend du Chesne. Il publie ensuite un ouvrage de 900 pages, Alchymia triumphans de injusta in se Collegii Galenici spurii in Academia Parisiensi censura, où il discute de la querelle parisienne dans tous ses détails. Il prône une voie moyenne entre les tenants inconditionnels de Paracelse et ceux de Galien et dans laquelle les défauts de chacun seraient reconnus et rejetés au profit de leurs qualités respectives.
Le dernier texte de Jean Riolan l'Ancien fut une réponse posthume publiée en 1606, Ad Libavi Maniam. Libavius est accusé d'incohérence, pour Riolan l'Ancien, l'alchimie est un art peut-être diabolique dans son origine, et qui doit être rejeté pour son trop de mal et son peu de bien.
Après la mort de Jean Riolan l'Ancien en 1605, son fils Jean Riolan le Jeune, et d'autres membres de la Faculté de Paris, répondront à tout texte imprimé en faveur de la médecine chimique, jusqu'à la mort de du Chesne en 1609.

### Le dernier ouvrage:Pharmacopée des dogmatiques réformée1607
Deux ans avant son décès, Joseph du Chesne publie un ouvrage de pharmacopées rassemblant les principales recettes médicamenteuses hippocrato-galéniques qu'il avait sélectionnées au cours de sa vie. Sous le couvert d'un appel aux autorités de l'Antiquité, à Hippocrate et à Hermès, il entend tenir compte de toutes les innovations apportées par les médecines byzantine et arabe aux Xe et XIIIe siècles et des remèdes distillés, issus de la vogue des techniques de distillation auprès des apothicaires et médecins du XVIe siècle.

## Place de Joseph du Chesne
D'après Brian Vickers (historien) (en), Joseph du Chesne reste un représentant typique d'une tradition paracelsienne occulte, puisque dans son Traité sur la matière, il s'exprime ainsi à propos des trois principes (Sel, Soufre et Mercure de Paracelse) : « Les susdites qualités virtuelles et sensibles se trouvent en ces trois principes hypostatiques non par imagination, analogie et conjecture, mais réellement et d'effet. ». Il n'est pas encore du côté des médecins chimistes qui seront critiques des discours et analogies paracelsiennes comme Daniel Sennert (1572-1637) ou Jean-Baptiste Van Helmont (1579-1644).
Pour Allen G. Debus, du Chesne reste un militant enthousiaste de la médecine chimique dans son contexte paracelsien, portant les débats sur la pharmacie chimique à un niveau européen. Il s'oppose à la philosophie naturelle d'Aristote, en proposant une interprétation entièrement chimique du cosmos et de l'homme, mais la principale bataille se déroule sur un terrain médical, la préparation de remèdes chimiques,,.
Du Chesne se situe sur le chemin qui va de l'alchimie à l'iatrochimie. Ce chemin se poursuivra par une confrontation avec les philosophes mécanistes, jusqu'à une chimie indépendante, émancipée de ses racines hermétiques  et vitalistes. L'histoire de la chimie est ainsi intimement liée à l'histoire de la médecine.

## Œuvres
- 1575 : Ad Jacobi Auberti, Vindonis, de ortu et causis metallorum contra chymico explicationem Joseph Quercetani…, Ed. J. Lertotium. 1575. Lugduni. B. N. - S. 20130 et 8°. Te131. 9 et 9a 9b.Réplique à un pamphlet véhément contre les chimistes : chimistes ou alchimistes, de Jacques Aubert. On trouve en tête de ce volume diverses épigrammes latines et françaises contre Aubert[n 8].
- 1576 : Sclopetarius, sive, De curandis vulneribus, quae sclopetorum et similium tormentorum ictibus acciderunt — Les blessures par mousquet et armes semblables.
- 1584 : L'ombre de Garnier Stoffacher, suisse : tragicomédie sur l'alliance perpétuelle de la cité de Genève avec les deux premiers et puissans cantons Zurich et Berne
- 1587 : Le grand miroir du monde, Lyon Ed. B. Honorat. 1587. Ed. Les héritiers d’E. Vignon. 1593. Deuxième édition. B. N. - Rés. Ye. 1872
- 1583 : La Morocosmie. Voir Joseph Du Chesne, La Morocosmie ou de La Folie, Vanité et Inconstance du Monde…, éd. Lucile Gibert. Genève : Librairie Droz, 2009.
- 1603 : De priscorum philosophorum verae medicinae material, traduit en français sous le titre de Traité de la matière, préparation et excellente vertu de la Médecine balsamique des Anciens Philosophes, 1626
- 1604 : Ad veritatem hermeticae medicinae ex Hippocratis veterumque decretis ac therapeusi…
- 1606 : Le Pourtraict de la Santé, où est au vif representée la reigle universelle & particuliere de bien sainement & longuement vivre[35]. (privilège du roi du 21 novembre 1605)
- 1607 : Pharmacopea dogmaticorum
  - (it) La farmacopea overo antidotario riformato del signore Giuseppe Quercetano…, trad. Giacomo Ferrari, Venise, 1619
  - La pharmacopée des dogmatiques, 2e  éd. revue et corrigée, Rouen, Corneille Pitreson, 1639
- 1625 : Tétrade des plus grièves maladies de tout le cerveau, Paris, C. Morel. Numérisation BIUM
- 1626 : Traité de la matière, préparation et excellente vertu de la médecine balsamique des anciens philosophes. Numérisation BNAM
- 1639 : Traicté familier de l'exacte preparation spagirique des medicamens, Rouen, Corneille Pitreson[36]
- 1641 : Recveil des plvs cvrieux et rares secrets touchant la Médecine Métallique et Minéralle tirez des Manuscripts de feu Mr. Dv Chesne, Ed. J. Brunet. 1641. Paris. B. N. - 8° Te131. 99 Ed. Simon Piget. 1648. Paris. B. N. - 8° Te131. 99a Ed. J. Beyerum. 1648. Francofurti. 1 Ars medica medicatrix. 2 Ars medica avxiliatrix. 3 Ars medica pratica
- 1648 : Traicté familier de l’exacte préparation spagyrique des médicaments. Ed. H. de La Garde. 1648. Lyon. B. N. - 8° Te131. 45b. Numérisation BNAM

## Honneurs
Il est dédicataire, entre autres ouvrages, de : La Fleur des chansons, des deux plus excellens musiciens de nostre temps, sçavoir De M. Orlande de Lassus, & de M. Claude Goudimel. Lyon, Jean Bavent (en fait Jean II de Tournes), 1574. 4 vol. 8° oblongs, RISM 1574-1, Guillo 1991 no 86.